# Tomomitsu Kobayashi
Tomomitsu Kobayashi (小林 智光 Kobayashi Tomomitsu?, Yamanashi, 30 de mayo de 1995) es un exfutbolista japonés que jugaba como centrocampista.

## Trayectoria

### Clubes
| Club            | País  | Año       |
| --------------- | ----- | --------- |
| Gainare Tottori | Japón | 2018-2020 |